# Fuentes de Magaña
Fuentes de Magaña település Spanyolországban, Soria tartományban. Fuentes de Magaña Cerbón, Valdeprado, Magaña és Valtajeros községekkel határos. Lakosainak száma 51 fő (2024).

## Népesség
A település népessége az elmúlt években az alábbi módon változott:
| Lakosok száma | 95   | 84   | 75   | 79   | 94   | 83   | 64   | 64   | 54   | 51   |
|               | 2001 | 2004 | 2007 | 2009 | 2012 | 2014 | 2017 | 2019 | 2022 | 2024 |